# قاموس الذكاء الاصطناعي
قاموس الذكاء الاصطناعي هو عبارة عن قائمة من تعريفات المصطلحات والمفاهيم ذات الصلة بدراسة الذكاء الاصطناعي، وتخصصاته الفرعية، والمجالات ذات الصلة. تشمل القواميس ذات الصلة: قاموس علوم الكمبيوتر، وقاموس الروبوتات، وقاموس الرؤية الآلية.

## فهرس
برمجة منطقية استخلاصية (ALP)
إطار عمل تمثيل المعرفة عالي المستوى يمكن استخدامه لحل المشكلات بشكل إعلاني استنادًا إلى الاستدلال الاستقرائي. وهو يمتد إلى البرمجة المنطقية العادية من خلال السماح بتعريف بعض المسندات بشكل غير كامل، وإعلانها كمسندات قابلة للاستدلال.
قياس احتمالي

شكل من أشكال الاستدلال العلمي يبدأ بملاحظة أو مجموعة من الملاحظات ثم يسعى إلى إيجاد أبسط تفسير وأكثرها احتمالية. هذه العملية، على عكس الاستنباط،  تؤدي إلى استنتاج معقول ولكنها لا تتحقق منه بشكل إيجابي. الاستدلال الاستقرائي أو الإرجاع.
نوع بيانات مجرد
نموذج رياضي لنوع بيانات، حيث يتم تعريف نوع البيانات من خلال سلوكه (الدلالات) من وجهة نظر مستخدم البيانات، وبشكل خاص من حيث القيم المحتملة، والعمليات الممكنة على بيانات من هذا النوع، وسلوك هذه العمليات.
تجريد
عملية إزالة التفاصيل أو السمات المادية أو المكانية أو الزمنية في دراسة الأشياء أو الأنظمة (العلوم)،  من أجل الاهتمام بشكل أوثق بتفاصيل أخرى ذات أهمية.
تغير متسارع
زيادة محسوسة في معدل التغيير التكنولوجي عبر التاريخ، مما قد يشير إلى تغيير أسرع وأعمق في المستقبل وقد يكون أو لا يكون مصحوبًا بتغيير اجتماعي وثقافي عميق بنفس القدر.
لغة فعلية
لغة لتحديد نظام حالة الانتقال، ويشيع استخدامها لإنشاء لغة متصرفة، من تأثيرات الإجراءات على العالم. تُستخدم لغات الإجراء بشكل شائع في نطاقات الذكاء الاصطناعي والروبوتية، حيث تصف كيفية تأثير الإجراءات على حالات الأنظمة بمرور الوقت، ويمكن استخدامها في التخطيط الآلي والجدولة.
تعلم نموذج التأثير
مجال من مجالات التعلم الآلي يهتم بإنشاء وتعديل معرفة وكيل البرنامج حول التأثيرات والشروط المسبقة للإجراءات التي يمكن تنفيذها داخل بيئته. وعادةً ما يتم تمثيل هذه المعرفة في لغة وصف الإجراءات القائمة على المنطق واستخدامها كمدخلات للمخططين الآليين.
اختيار الفعل
طريقة لوصف المشكلة الأساسية التي تواجه الأنظمة الذكية: ما الذي ينبغي القيام به بعد ذلك. في مجال الذكاء الاصطناعي وعلوم الإدراك الحاسوبية، ترتبط "مشكلة اختيار الفعل" عادة بالوكلاء الأذكياء والأنظمة المتحركة ـ الأنظمة الاصطناعية التي تظهر سلوكاً معقداً في بيئة الوكلاء.
تابع التفعيل
في الشبكات العصبية الاصطناعية، تحدد دالة التنشيط الخاصة بالعقدة مخرجات تلك العقدة مع الأخذ في الاعتبار مدخلات أو مجموعة من المدخلات.
خوارزمية متكيفة
خوارزمية تغير سلوكها في وقت تشغيلها، استنادًا إلى آلية أو معيار مكافأة محدد مسبقًا.

## وصلات خارجية
- "المعجم العربي للذكاء الاصطناعي". مكتب الذكاء الاصطناعي. اطلع عليه بتاريخ 2024-10-16.